# Largentière
Largentière – miejscowość i gmina we Francji, w regionie Owernia-Rodan-Alpy, w departamencie Ardèche.
Według danych na rok 1990 gminę zamieszkiwało 1990 osób, a gęstość zaludnienia wynosiła 276 osób/km² (wśród 2880 gmin regionu Rodan-Alpy Largentière plasuje się na 440. miejscu pod względem liczby ludności, natomiast pod względem powierzchni na miejscu 1342.).

## Galeria

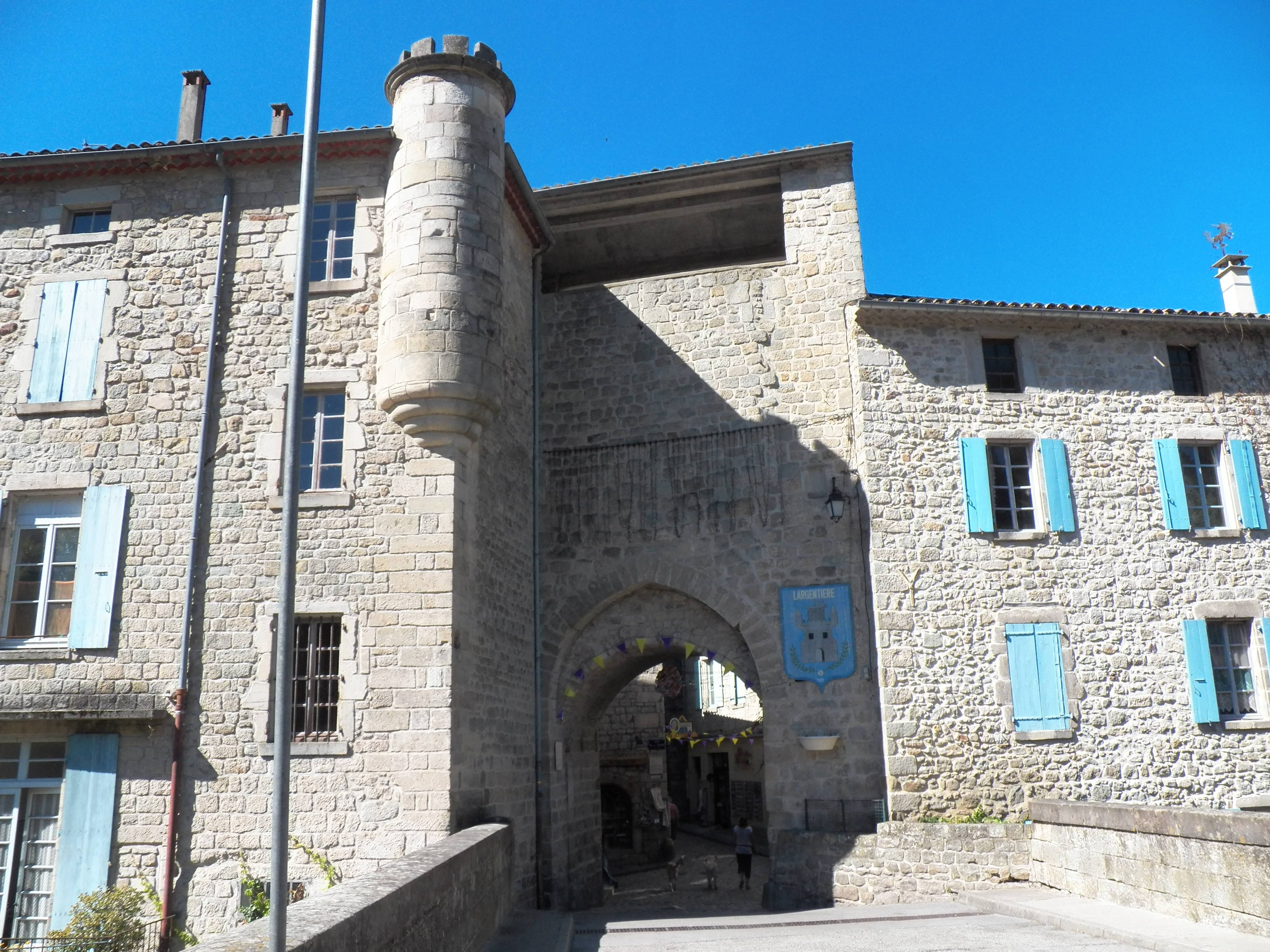
Brama miejska (2011)
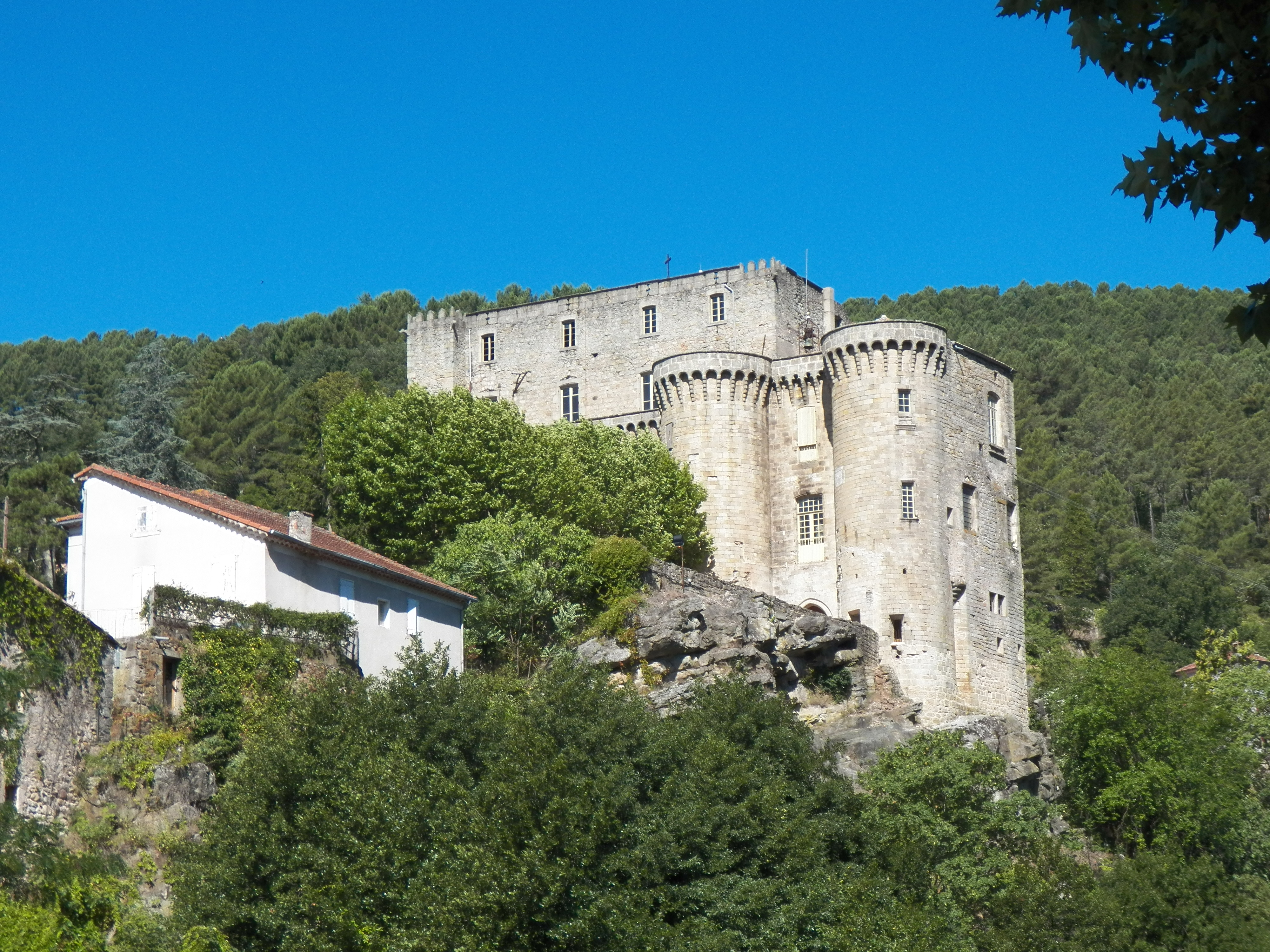
Zamek Largentière z XV w. (2011)
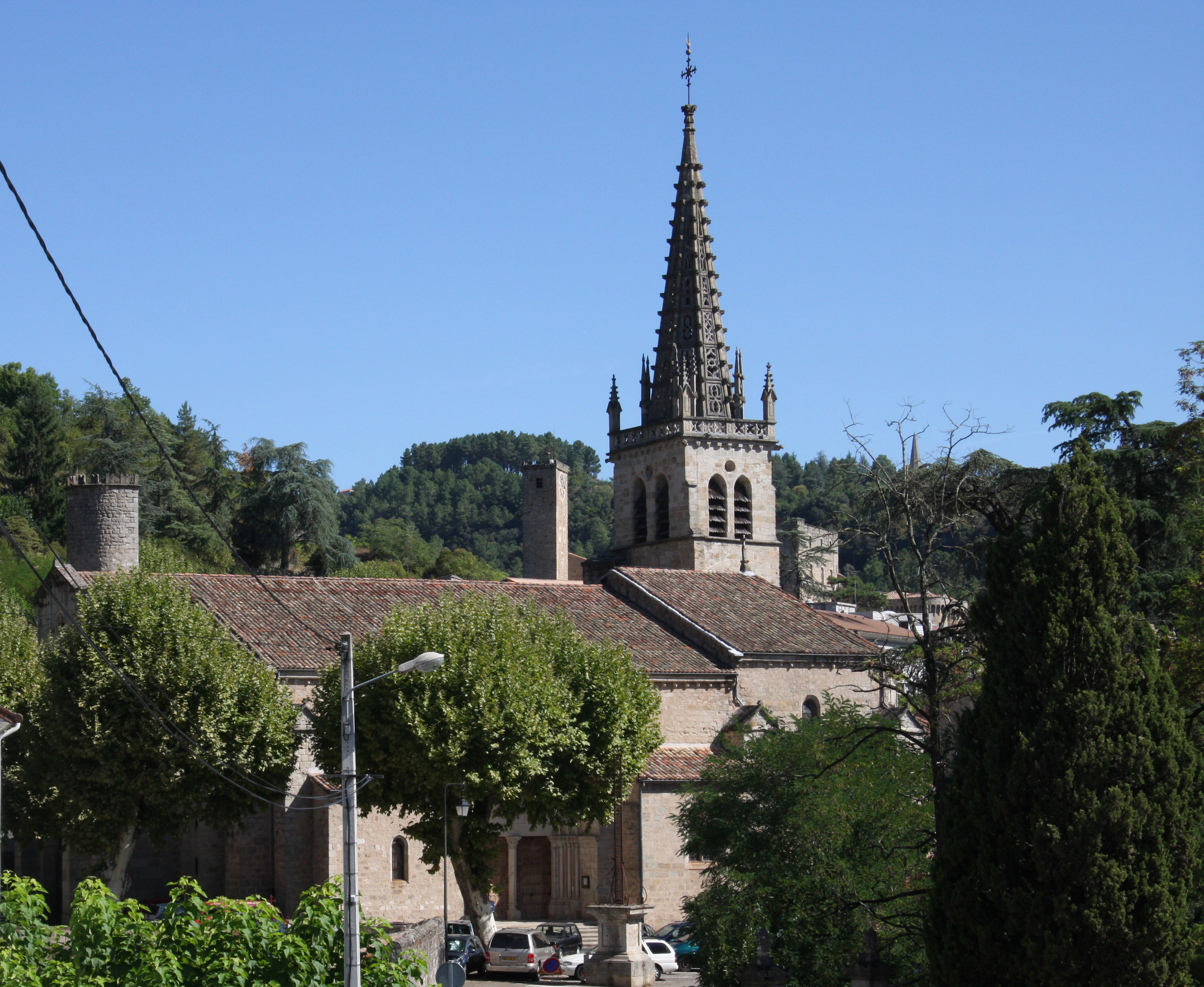
Kościół Matki Bożej (2009)